# Edmar Lacerda da Silva
 Edmar Lacerda da Silva  (Minas Gerais, Brasil, 19 de abril de 1982),conocido como "Edmar"; es un futbolista Brasileño que actualmente juega con el SU 1º de Dezembro de Portugal. 

## Clubes
| Club                     | País     | Año       |
| ------------------------ | -------- | --------- |
| SER Panambi              | Brasil   | 2001-2002 |
| AD Ceuta                 | España   | 2003-2005 |
| Atlético CP              | Portugal | 2005-2006 |
| CD Olivais e Moscavide   | Portugal | 2006-2007 |
| Atlético CP              | Portugal | 2007      |
| Doxa Katokopias FC       | Chipre   | 2007      |
| Enosis Neon Paralimni FC | Chipre   | 2008-2010 |
| Alki Larnaca             | Chipre   | 2010-2011 |
| AEL Limassol             | Chipre   | 2011-2015 |
| Doxa Katokopias FC       | Chipre   | 2015-2017 |
| Karmiotissa Polemidion   | Chipre   | 2017-2018 |
| SU 1º de Dezembro        | Portugal | 2018-     |